# Off the Table
«Off the Table» (с англ. — «На столе») — песня американской певицы Арианы Гранде и канадского певца The Weeknd из её шестого студийного альбома Positions (2020). Она была выпущена на радио Contemporary hit radio в России 27 сентября 2021 года в качестве четвёртого сингла из альбома.

## История
24 октября 2020 года Гранде опубликовала трек-лист позиций в социальных сетях, показав «Off the Table» в качестве пятого трека в альбоме[уточнить].

## Чарты
| Чарт(2020—2021)                           | Высшая позиция |
| ----------------------------------------- | -------------- |
| Австралия (ARIA)                          | 32             |
| Канада (Billboard Canadian Hot 100)       | 27             |
| Франция (SNEP)                            | 164            |
| Global 200 (Billboard)                    | 18             |
| Greece (IFPI)                             | 56             |
| Lithuania (AGATA)                         | 69             |
| Нидерланды (Single Top 100)               | 93             |
| New Zealand Hot Singles (RMNZ)            | 4              |
| Португалия (AFP)                          | 43             |
| Sweden Heatseeker (Sverigetopplistan)     | 16             |
| Великобритания (OCC UK Singles Downloads) | 87             |
| США (Billboard Hot 100)                   | 35             |
| US Rolling Stone Top 100                  | 10             |

## История релиза
| Регион | Дата             | Формат                 | Лейбл     | Ссылкка |
| ------ | ---------------- | ---------------------- | --------- | ------- |
| Россия | 27 сентября 2021 | Contemporary hit radio | Universal | [ 14 ]  |